# Chrysendeton nigrescens
Chrysendeton nigrescens là một loài bướm đêm trong họ Crambidae.